# 仁科盛遠
仁科 盛遠（にしな もりとお 生年未詳 - 1221年（承久3年）は、鎌倉時代初期の武将。信濃仁科氏の祖。桓武平氏平繁盛の末裔という。仁科盛朝の子。仁科盛次の兄。仁科盛勝、仁科盛義の父。一方、「岩城仁科系図」によると、盛遠の父は平貞盛の子兼忠の子孫の「仁科中方」となっている。

## 概要
信濃国安曇郡仁科荘に住して仁科氏を称するようになった。盛遠は鎌倉幕府の御家人であったが、2人の子息を連れて熊野を参詣した折に、後鳥羽上皇の知遇を得て、その縁で西面武士として仕えた。このことが信濃守護を兼ねる執権北条義時に無断でなされたために所領を没収された。後鳥羽上皇はこの処分を解くように義時に要請するも、義時は幕府の原則に反するとして断固拒否した。
これを契機のひとつとして、1221年（承久3年）に承久の乱が起こると（『承久記』）、父の盛朝に従い、大内惟信、友野遠久（安達盛長一門）、志賀五郎（三浦胤義家臣）、大妻兼澄、福地俊政、井上光清らと共に朝廷方に付き、北陸道に派遣されて越中国礪波山に布陣したが、北条朝時を中心とする幕府軍に敗れ、近江国瀬田で死去した。次男の仁科次郎三郎盛義は1238年に4代将軍藤原頼経が上洛した際に随兵を務めている。
熊野参詣後、本拠地（現在の大町市大町）に若一王子神社を建立した。1915年に従四位を遺贈された。